# Machakos
Machakos és una ciutat de Kenya, a la província Oriental, a 64 quilòmetres al sud-est de Nairobi. La població està creixent ràpidament i ara és de 144.109 habitants (1999). La majoria de la població és Akamba, i solen ser pagesos. Machakos va ser el primer centre administratiu de la colònia britànica, però van moure la capital cap a Nairobi el 1899 perquè per allà hi passava el ferrocarril d'Uganda.